# SN 1997K
SN 1997K – supernowa typu Ia odkryta 6 stycznia 1997 roku w galaktyce A075455+0419. Jej maksymalna jasność wynosiła 23,73m.